# جان بالانتين
جان بالانتين (بالإنجليزية: Jean Ballantyne)‏ هي مصممة رقص ومُدرسة وراقصة باليه نيوزيلندية، ولدت في 10 يوليو 1906، وتوفيت في 17 نوفمبر 1980.